# Pandanus pitcairnensis
Pandanus pitcairnensis är en enhjärtbladig växtart som beskrevs av Harold St.John. Pandanus pitcairnensis ingår i släktet Pandanus och familjen Pandanaceae.
Artens utbredningsområde är Pitcairnöarna. Inga underarter finns listade.